# Алексеев, Константин Васильевич
Константин Васильевич Алексеев (21 мая 1904; Москва, Российская империя — 1975 или 1972) — советский актёр театра и кино.

## Биография
Родился 21 мая 1904 года в Москве, в семье отца, который являлся рабочим-печатником и матери, которая являлась портнихой. Детство и юность Алексеев провёл в Смоленске.
Алексеев окончил четврёхклассное училище, также посещал духовное училище. В возрасте 12 лет вышел из стен заведения и самостоятельно начал зарабатывать себе на жизнь, а позже выбился в завхозы. В возрасте 15 лет поступил агентом в Смоленский ВЧК что бы помочь и отдать долг стране. В 1922 году окончил там службу в должности уполномоченного помощника. В 1923 году родители решили перебраться в Москву, где Алексеев заинтересовался актёрской деятельность. Изначально начинал карьеру с цирка, позже перешёл в театральную деятельность и в кинематографию, где снимался не так много, так как больше по душе была именно театральная сцена.
Скончался в 1975 году, по другим данным в 1972 году.

## Фильмография
- 1937 — Человек рассеянный — пассажир трамвая
- 1944 — Поединок — Драгомаров
- 1945 — Близнецы — работник базы горторга
- 1947 — Поезд идёт на восток — эпизод
- 1947 — Русский вопрос — бармен
- 1953 — Великий войн Албании Скандербег — глашатай
- 1958 — Матрос с «Кометы» — пассажир самолёта
- 1959 — Судьба человека — немецкий майор-инженер
- 1966 — Скверный анекдот — Семён Иванович Шипуленко